# Naoto Otake
Naoto Otake (大嶽 直人, Otake Naoto, Shizuoka, 18 oktober 1968) is een Japans voormalig voetballer die als verdediger speelde.

## Carrière
Naoto Otake speelde tussen 1991 en 2001 voor Yokohama Flügels en Kyoto Purple Sanga.

## Japans voetbalelftal
Naoto Otake debuteerde in 1994 in het Japans nationaal elftal en speelde 1 interland.

## Statistieken
| Japans voetbalelftal | Japans voetbalelftal | Japans voetbalelftal |
| Jaar                 | Wed.                 | Dlp.                 |
| -------------------- | -------------------- | -------------------- |
| 1994                 | 1                    | 0                    |
| Totaal               | 1                    | 0                    |